# Vierves-sur-Viroin
Vierves-sur-Viroin is een plaats en deelgemeente van de Belgische gemeente Viroinval gelegen in het dal van de Viroin. Vierves-sur-Viroin ligt in de provincie Namen en was tot 1 januari 1977 een zelfstandige gemeente. Het dorp is opgenomen in de lijst van de mooiste dorpen in Wallonië (Les Plus Beaux Villages de Wallonie).

## Demografische ontwikkeling
- Bronnen:NIS, Opm:1831 tot en met 1970=volkstellingen, 1976= inwoneraantal op 31 december

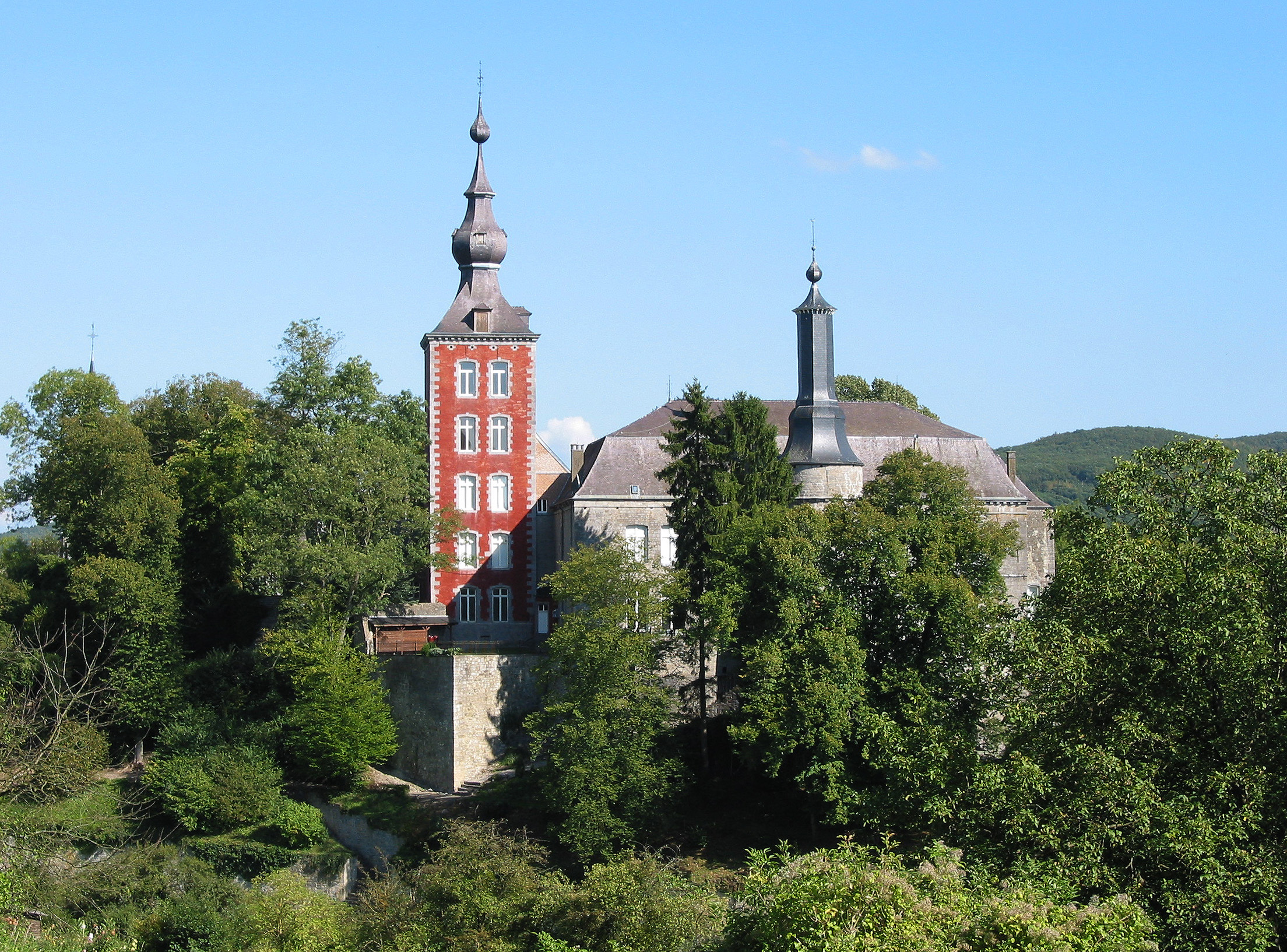
Kasteel
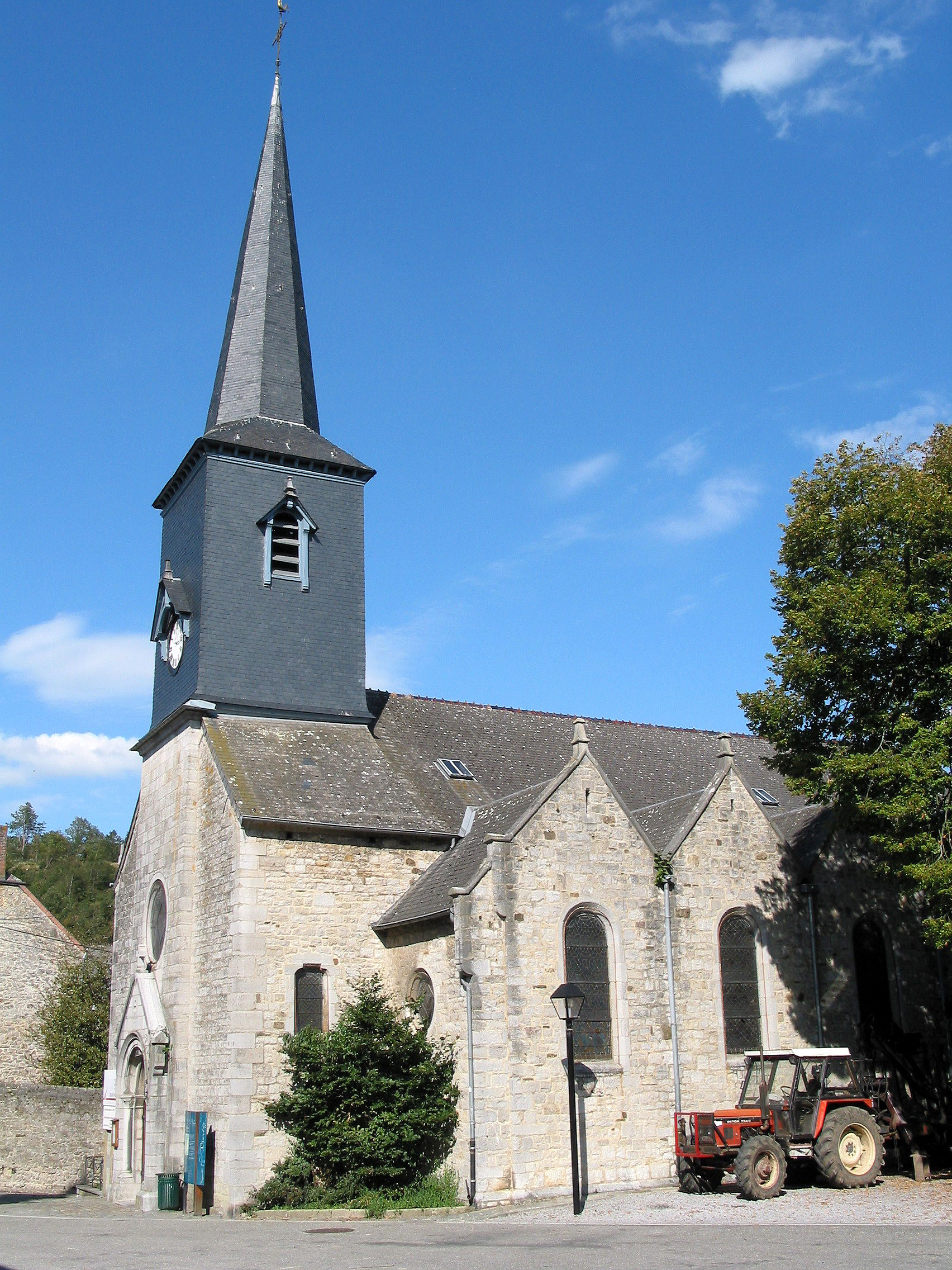
Église Saints-Furin et Valère
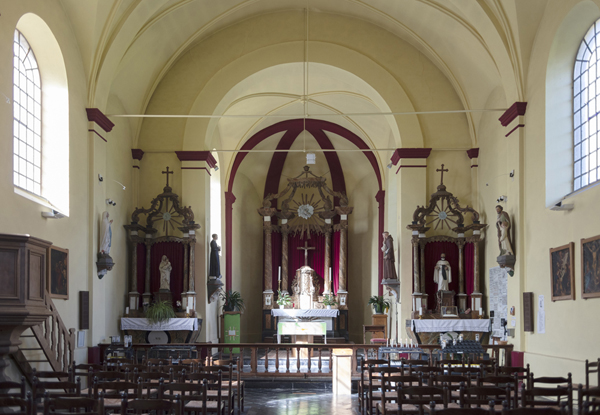
Église Saints-Rufin et Valère